# Juan Ignacio Barrero Valverde
Juan Ignacio Barrero Valverde (Mèrida, Extremadura, 29 de juny de 1943) és un polític, advocat i professor universitari espanyol que fou President del Senat entre 1996 i 1999.

## Biografia
Va néixer el 29 de juny de 1943 a la ciutat extremenya de Mèrida. Va estudiar dret i posteriorment va esdevenir Graduat Social, exercint com a advocat i professor de dret constitucional a la UNED.

## Activitat política
Membre d'Aliança Popular, fou candidat a l'ajuntament de Mèrida pel seu partit però perdé les eleccions davant el seu rival del PSOE. L'any 1983 fou elegit diputat regional a l'Assemblea d'Extremadura, càrrec que ostentà fins al 1991, moment en el qual es convertí en president del Partit Popular (PP) d'Extremadura.
En les eleccions generals de 1989 fou escollit senador al Senat en representació de la província de Badajoz, escó que repetí en les eleccions de 1993. Candidat a la presidència d'Extremadura l'any 1995, aconseguí arravassar-li la majoria absoluta al socialista Juan Carlos Rodríguez Ibarra.
Novament escollit senador en les eleccions generals de 1996, després de la victòria de José María Aznar en les eleccions fou nomenat el març d'aquell any President del Senat, càrrec que ocupà fins al gener de 1999, any en el qual concorre de nou a la presidència de la Junta d'Extremadura, sent derrotat novament pel PSOE.
En les eleccions generals de 2000 fou escollit diputat al Congrés per Badajoz, renunciant al seu escó l'octubre del mateix any.